# Obrona Palmir
Obrona Palmir 1939 – działania wojenne prowadzone w dniu 21 września 1939 r. podczas kampanii wrześniowej 1939 r. mające doprowadzić do obrony składów amunicyjnych w Palmirach w Puszczy Kampinoskiej przed atakiem wojsk niemieckich.

## Geneza
W Palmirach znajdowała się polska składnica amunicyjna, mająca duże znaczenie dla okolicznych polskich wojsk. Była to filia nr 2 głównej składnicy w Warszawie (nr 1 w Zegrzu).  Główna Składnica Uzbrojenia nr 1 zlokalizowana w Warszawie mieściła się w forcie Bema (artyleria), w Cytadeli Warszawskiej (broń ręczna), w Palmirach (amunicja artyleryjska i materiały wojenne) i w Zegrzu (sprzęt przeciwgazowy i techniczny), razem ok. 3000 wagonów 15-tonowych.
W pierwszych dniach wojny przybył tam ppłk dypl. Jan Hyc, szef zaopatrzenia Komendy Obrony Warszawy, organizując przewóz amunicji pociągami do Warszawy i Twierdzy Modlin. Do składnicy amunicji w Palmirach dochodziła normalnotorowa linia kolejowa Warszawa Gdańska-Palmiry (rozebrana w latach 40. XX wieku). Od 9 do 18 września do stolicy przywieziono z Palmir ok. 100 wagonów amunicji. 18 września Niemcy obsadzili tor i połączenie miasta z magazynami w Palmirach zostało przerwane.
Początkowo załogę składnicy stanowiła najprawdopodobniej jedynie 4 kompania 12 batalionu wartowniczego pod dowództwem kpt. Aleksandra Jastrzębskiego, zmobilizowana przez 21 pułk piechoty w Warszawie. Później dołączyła do niej wydzielona grupa kawalerii mjr Józefa Juniewicza, zastępcy dowódcy 12 Pułku Ułanów Podolskich, w składzie dywizjonu 12 p. uł., dywizjonu 21 Pułku Ułanów Nadwiślańskich i plutonu 1 baterii 2 Dywizjonu Artylerii Konnej. Jej zadaniem było patrolowanie i dozorowanie zachodniego brzegu Wisły od Bielan do Modlina, bowiem obawiano się, że Niemcy, którzy już pojawili się na wschodnim brzegu rzeki, będą usiłowali przeprawić się przez nią i odciąć połączenie Warszawy z Modlinem.
15 września dowódca Armii „Łódź”, gen. Wiktor Thommée, który kierował obroną Twierdzy Modlin, skierował do Palmir dowódcę 146 Pułku Piechoty Rezerwowego, ppłk. Jana Topczewskiego, z resztkami jego jednostki (ok. 600 ludzi) wzmocnionej kompanią 13 Pułku Piechoty i 2 baterią 71 Dywizjonu Artylerii Lekkiej oraz mniejszymi oddziałami. Po drodze ppłk J. Topczewski przyłączył do swoich sił napotkane oddziały z kadry Centrum Wyszkolenia Kawalerii i Centrum Wyszkolenia Artylerii.
Po przybyciu do Palmir 16 września przystąpiono do organizowania stanowisk obronnych, kopiąc umocnienia polowe, rozmieszczając środki ogniowe na drogach i tworząc w partiach leśnych zawały. Utworzono też stałe punkty oporu pomiędzy Palmirami a Warszawą i Modlinem. Zabezpieczały one transport amunicji do obydwu ośrodków. Wsparcie zapewniał również improwizowany pociąg pancerny, dopóki niemieckie oddziały pancerne, ścigające cofające się wojska Armii „Poznań” i Armii „Pomorze”, nie przecięły szosy Modlin-Palmiry.
Wkrótce siły obrony składnicy wzmocnił zbiorczy pododdział kawalerii w składzie plutonu łączności 21 p.uł., 2 plutonu 8 szwadronu pionierów, plutonu artylerii konnej i 2 szwadronów kawalerii (z 12 i 21 p.uł.). W dniach 18-19 września do rejonu Palmir zaczęły napływać zdziesiątkowane oddziały Armii „Poznań”, a 19 września przez krótki czas przebywał w Palmirach gen. Tadeusz Kutrzeba. Załoga składnicy zapewniła jednostkom jego armii warunki do reorganizacji i wypoczynku. Natomiast 20 września przybył do Palmir dywizjon kawalerii pod dowództwem rtm. Wacława Zachoszcza, złożony z rozbitków 2 i 3 szwadronu 6 Pułku Strzelców Konnych oraz kawalerii dywizyjnej 5 Dywizji Piechoty.
Tak skompletowana załoga składnicy tworzyła Grupę „Palmiry” pod dowództwem płk Juliana Skokowskiego, b. dowódcy piechoty dywizyjnej 25 Dywizji Piechoty.

## Obrona składnicy

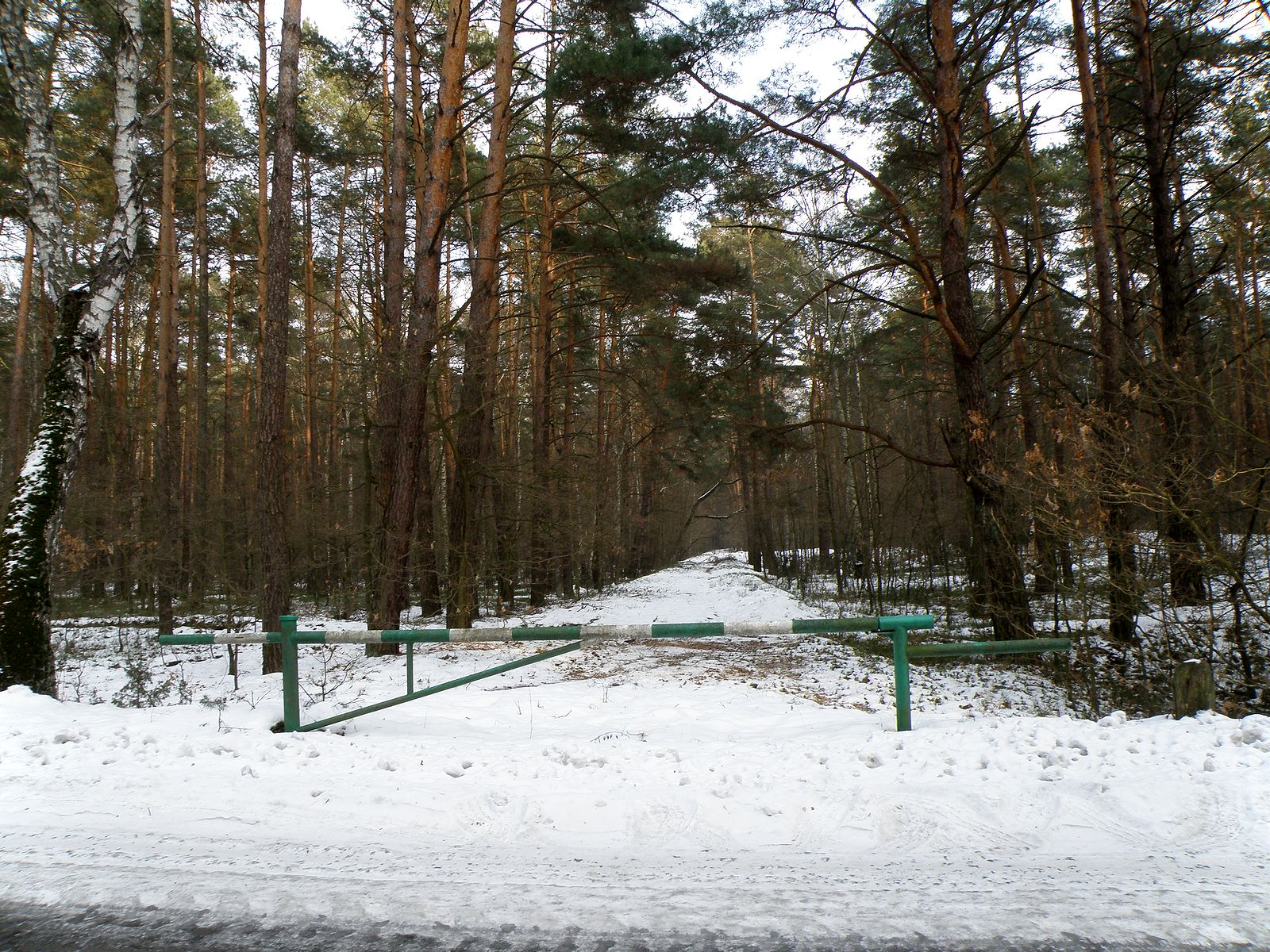
Pozostałość jednego z nasypów kolejowych w Składnicy Amunicji w Palmirach

Na polskie siły od rana 21 września uderzyły oddziały niemieckiej 29 Dywizji Piechoty Zmotoryzowanej oraz elementy 1 i 2 Dywizji Lekkich. Od godz. 15 do zmierzchu polskie stanowiska były ostrzeliwane przez artylerię 29 DPZmot. Wieczorem z Twierdzy Modlin przyjechał do Palmir wraz z grupą swoich oficerów sztabowych (ok. 20 osób) gen. Mikołaj Bołtuć. Przywiódł on ze sobą resztki 68 Pułku Piechoty i 69 Pułku Piechoty z 17 Dywizji Piechoty oraz I batalion 14 Pułku Piechoty. Ogółem siły te liczyły jedynie ok. 600 ludzi. W walce wyróżniła się kompania por. Skrzydły z 68 pp, która śmiałym wypadem rozbiła w Janówku oddział 29 DPZmot. Poległo tam 36 żołnierzy niemieckich, zaś grupa wypadowa straciła 8 poległych. Po zmierzchu gen. M. Bołtuć wydał rozkaz opuszczenia składnicy, nie widząc dalszego sensu faktycznej jej obrony. Zaproponował płk. J. Skokowskiemu przebicie się do Warszawy z nastaniem nocy i że o godz. 21.00 będzie oczekiwał na skrzyżowaniu szos Łomna-Palmiry. W leśniczówce Młynisko doszło do burzliwej odprawy starszych oficerów załogi składnicy, podczas której część z nich opowiadała się za dalszą obroną. Ostatecznie podjęto decyzję dołączenia do wojsk gen. M. Bołtucia. Załoga składnicy wyszła z Palmir w 2 grupach; o godz. 3 w nocy grupa kawalerii mjr. J. Juniewicza i grupa piechoty płk. J. Skokowskiego nawiązały kontakt z gen. M. Bołtuciem.

## Epilog
Polskie wojska 22 września zostały zaskoczone przez Niemców pod Łomiankami Górnymi. W ciężkiej walce zginęli m.in. gen. M. Bołtuć, mjr J. Juniewicz, rtm. W. Zachoszcz. Na czele zdziesiątkowanych oddziałów stanął ppłk J. Topczewski, któremu udało się przebić z nimi do Warszawy.

## Upamiętnienie
Walki żołnierza polskiego w Puszczy Kampinoskiej zostały upamiętnione  na  Grobie Nieznanego Żołnierza w Warszawie napisem na jednej z tablic, po 1945 r. "PUSZCZA KAMPINOSKA 18 - 22 IX 1939".